# Absolutamente Quilapayún
Absolutamente Quilapayún es un álbum de estudio del Quilapayún francés de Rodolfo Parada y Patricio Wang, lanzado en 2012.

## Lista de canciones
| Absolutamente Quilapayún |                                       |                                      |               |          |  |
| N.º                      | Título                                | Letras                               | Música        | Duración |  |
| 1.                       | «Preludio»                            | Patricio Wang                        |               |          |  |
| 2.                       | «Según el favor del viento»           | Violeta Parra                        |               |          |  |
| 3.                       | «Transiente»                          | Patricio Wang                        |               |          |  |
| 4.                       | «Por ellos canto»                     | Daniel Viglietti                     |               |          |  |
| 5.                       | «Manuel Asencio Padilla»              | Sergio Ortega                        |               |          |  |
| 6.                       | «Siete por ocho»                      | R. Parada y P. Wang                  |               |          |  |
| 7.                       | «Con la primavera»                    | Pablo Neruda                         | Patricio Wang |          |  |
| 8.                       | «Chilandó»                            | Rodolfo Parada                       |               |          |  |
| 9.                       | «El gavilán» (con Josefina Echenique) | Violeta Parra                        |               |          |  |
| 10.                      | «Ramona Parra»                        | Parada, Contreras y Wang             |               |          |  |
| 11.                      | «Rosa de los vientos»                 | Patricio Castillo y Álvaro Pinto     |               |          |  |
| 12.                      | «La indiferencia»                     | Rodolfo Parada y Patricio Wang       |               |          |  |
| 13.                      | «Aquí estamos»                        | Rodolfo Parada                       |               |          |  |
| 14.                      | «Allende» (en vivo)                   | Parada, Orlando Jimeno-Grendi y Wang |               |          |  |
| 15.                      | «Canto a la pampa»                    | Fernando Pezoa y Tomás Gabino Ortiz  |               |          |  |
| 16.                      | «La batea» (4ª versión)               | Rodolfo Parada y Toni Taño           |               |          |  |